# Gisa Flake

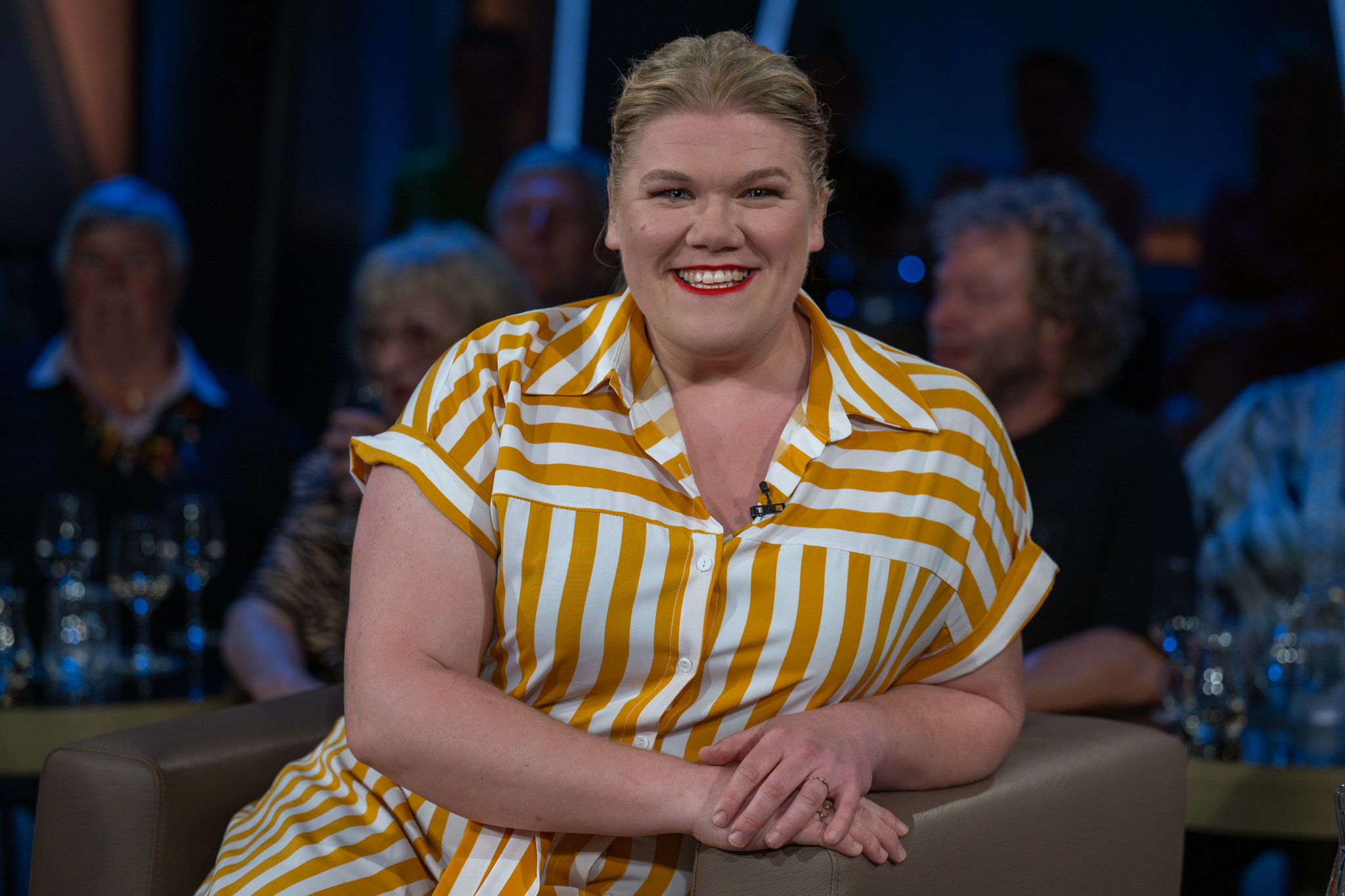
Gisa Flake bei der NDR Talk Show 2023

Gisa Flake (* 10. Oktober 1985 in Braunschweig) ist eine deutsche Schauspielerin, Kabarettistin, Sängerin, Synchron- und Hörspielsprecherin.

## Leben
In ihrer Jugend stand Flake auf der Kabarettbühne Brunsviga in Braunschweig und erarbeitete mit diversen Ensembles Programme wie „Geben sie acht! – Die Georg-Kreisler-Revue“ oder „Als das Kabarett laufen lernte – Kabarett 1897 bis 1933“.
Nach ihrem Abitur an der Integrierten Gesamtschule Franzsches Feld in Braunschweig studierte sie von 2006 bis 2010 an der Bayerischen Theaterakademie August Everding Schauspiel.
2010 beendete sie ihr Studium erfolgreich als Diplomschauspielerin. Seitdem spielt Flake in diversen Film-, TV- und Theaterproduktionen, singt in Blues- und Soulbands und tritt als Kabarettistin auf.
Ihr Filmdebüt gab Flake 2009 in Michael Herbigs Film Wickie und die starken Männer, in dem sie als Ehefrau von Tjure auftrat – in einem Wikingerdorf, das kurioserweise ebenfalls Flake hieß. 2011 spielte sie dieselbe Rolle auch in der Fortsetzung Wickie auf großer Fahrt.
2009 gewann sie den Bundeswettbewerb Gesang Berlin in der Kategorie „Musical/Chanson“ und ging 2010 auf deutschlandweite Tournee mit ihrem Programm „Ich glaub, ’ne Dame werd ich nie“. 2010 war sie am Hamburger Schauspielhaus in Simon Stephens Stück Punkrock (Regie: Daniel Wahl) als Tanya Gleason zu sehen und 2014 in Tobias Ginsburgs Radikal. Monument der Verwesung im i-camp München. 2015 folgte ihr neues Kabarettprogramm „Scham & Schande“.
Für die Sitcom Bully macht Buddy arbeitete Flake 2013 erneut mit Michael Herbig, wo sie eine der Hauptrollen übernahm. 2015 war sie als Nanette Jenisch in der fünfteiligen Thrillerserie Blochin – Die Lebenden und die Toten an der Seite von Jürgen Vogel zu sehen. Von 2018 bis 2022 spielte sie die Dorfladeninhaberin Henni Gottschalk in der elfteiligen Dramedy-Serie Ella Schön aus der Herzkino-Reihe. In der ZDF-Dramaserie Fritzie – Der Himmel muss warten gehörte sie von 2020 bis 2023 neben Tanja Wedhorn als Hausmeisterin Big Chief zur Stammbesetzung.
Seit 2021 spielt Flake an der Seite von André Kaczmarczyk und Frank Leo Schröder die Hauptrolle der Kommissarin Alexandra Luschke, die bei der Mordkommission im Grenzort Świecko arbeitet, im Polizeiruf 110. Sie verkörpert seit 2024 die Werbefigur Klyma Wandl vom Gasanbieter Yello Strom. Flake ist seit 2021 zudem regelmäßig in der ZDF-Sendung heute-show mit Oliver Welke zu sehen.
Flake betätigt sich auch als Synchron- und Hörspielsprecherin, so war sie im Jahr 2019 für den US-amerikanischen Horrorfilm I Spit on Your Grave: Deja Vu tätig und im Jahr 2022 lieh sie der Polizeichefin Misty Luggins in Die Gangster Gang (The Bad Guys) ihre Stimme.
Gisa Flake ist mit ihrem Schauspielkollegen Knud Riepen (* 1981) liiert und lebt mit ihm in Berlin. Sie ist Anhängerin von Eintracht Braunschweig.

## Filmografie

### Filme
- 2009: Wickie und die starken Männer
- 2010: Cindy und die jungen Wilden
- 2011: Wickie auf großer Fahrt
- 2012: Tim Sander goes to Hollywood
- 2012: Little Thirteen
- 2012: Zwischen den Zeilen
- 2013: Weniger ist mehr
- 2013: Bully macht Buddy
- 2013: Buddy
- 2016: Stadtlandliebe
- 2016: Die Welt der Wunderlichs
- 2017: Tigermilch
- 2017: Gabi (Kurzfilm)
- 2018: Klassentreffen 1.0
- 2019: Krauses Hoffnung
- 2019: Systemsprenger
- 2019: Sag du es mir
- 2020: Freaks – Du bist eine von uns
- 2020: In Berlin wächst kein Orangenbaum
- 2020: Auf dünnem Eis (Fernsehfilm)
- 2022: Bis es mich gibt
- 2023: Kannawoniwasein! Manchmal muss man einfach verduften
- 2023: Juli tanzt
- 2024: Grüße vom Mars
- 2025: Kopfsache – Wie unsere DFB-Stars mit Druck umgehen (Dokumentarfilm)

### Fernsehserien und -reihen
- 2011: Tatort: Unter Druck
- 2011: Alarm für Cobra 11 – Die Autobahnpolizei (Fernsehserie, Folge Babyalarm)
- 2012: Add a Friend (Fernsehserie, 10 Folgen)
- 2012: Pastewka (Fernsehserie, Folge Die SMS)
- 2014: Binny und der Geist (Fernsehserie, Folge Im Wald)
- 2015: Blochin – Die Lebenden und die Toten (Fernsehserie, 2 Folgen)
- 2017: 4 Blocks (Fernsehserie, 2 Folgen)
- 2017: Jerks. (Fernsehserie, 4 Folgen)
- 2018–2022: Ella Schön (Fernsehreihe, 10 Folgen)
  - 2018: Die Inselbegabung
  - 2018: Das Ding mit der Liebe
  - 2019: Die nackte Wahrheit
  - 2019: Sturmgeschwister
  - 2020: Feuertaufe
  - 2020: Schiffbruch
  - 2021: Land unter
  - 2021: Familienbande
  - 2022: Freischwimmer
  - 2022: Seitensprünge
- seit 2019: Wir sind jetzt (Fernsehserie)
- 2019–2020: Schwester, Schwester – Hier liegen Sie richtig! (Fernsehserie)
- 2020–2023: Fritzie – Der Himmel muss warten (Fernsehserie, 24 Folgen)
- 2020: Heldt (Fernsehserie, Folge Die Zuflucht)
- 2020: SOKO München (Fernsehserie, Folge Auf der Hut)
- 2021: SOKO Potsdam (Fernsehserie, Folge Tag X)
- 2021: Queens of Comedy (Fernsehserie, 6 Folgen)
- seit 2021: Heute-show
- seit 2021: Polizeiruf 110 (Fernsehreihe) → siehe Polizeiruf 110 (Świecko)
  - 2021: Hermann
  - 2023: Cottbus Kopflos
  - 2024: Schweine
  - 2025: Spiel gegen den Ball
- 2021: Die Heiland – Wir sind Anwalt (Fernsehserie, Folge Die dreibeinige Kuh)
- seit 2022: Kommissar Dupin (Fernsehreihe) 
  - 2022: Bretonische Idylle
  - 2023: Bretonische Nächte
  - 2024: Bretonischer Ruhm
- 2022: Notruf Hafenkante (Fernsehserie, Folge Dragqueen)
- 2022: Die Anstalt (Fernsehserie, Folge Klimawandel)
- 2022: Die Drei von der Müllabfuhr: (K)eine saubere Sache (Fernsehreihe)
- seit 2022: Löwenzahn (Fernsehserie, 3 Folgen)
- 2023: SOKO Hamburg (Fernsehserie, Folge Das Leben ist eine Baustelle)
- 2023: Familie Anders: Willkommen im Nest (Fernsehreihe)
- 2024: Where’s Wanda? (Fernsehserie, 5 Folgen)
- 2024: Die Discounter (Fernsehserie, 10 Folgen)

## Hörspiele (Auswahl)
- 2019: Eugen Egner: Alter Ego (WDR)[13]
- 2019: Eva Lia Reinegger: Immer dienstags. Typenstudie in einer Selbsthilfegruppe (WDR)[14]
- 2021: Robert Weber: Golgatha – Fake History-Serie in 8 Teilen (WDR)[15]
- 2023: Fabrice Melquiot: Days of Nothing (MDR)

## Auszeichnungen
- 2009: 1. Platz beim Bundeswettbewerb Gesang Berlin in der Kategorie Musical/Chanson
- 2020: Deutscher Schauspielpreis in der Kategorie Schauspielerin in einer komödiantischen Rolle in Sag Du es mir